# Navas de Bureba
Navas de Bureba ist ein nordspanischer Ort und eine Landgemeinde (municipio) mit nur noch 24 Einwohnern (Stand: 2024) in der Provinz Burgos in der Autonomen Gemeinschaft Kastilien-León.

## Lage und Klima
Der Ort Navas de Bureba liegt zu Füßen der Montes Obarenes am Nordrand der Region La Bureba in etwa 770 m Höhe. Die Provinzhauptstadt Burgos befindet sich gut 63 km (Fahrtstrecke) südwestlich; Briviesca, der Hauptort der Region, befindet sich ca. 18 km südlich. Das Klima im Winter ist rau, im Sommer dagegen gemäßigt und warm; der für spanische Verhältnisse reichliche Regen (ca. 740 mm/Jahr) fällt überwiegend im Winterhalbjahr.

## Bevölkerungsentwicklung
| Jahr      | 1857 | 1900 | 1950 | 2000 | 2017 |
| Einwohner | 219  | 152  | 151  | 51   | 34   |

Die Mechanisierung der Landwirtschaft und die Stilllegung kleinerer Bauernhöfe haben seit der Mitte des 20. Jahrhunderts zu einem Verlust von Arbeitsplätzen und somit zu einer Abwanderung von Menschen in die größeren Städte geführt (Landflucht).

## Wirtschaft
Die Einwohner der Gemeinde lebten jahrhundertelang im Wesentlichen als Selbstversorger von der Landwirtschaft (Ackerbau, Weinbau und Kleinviehhaltung); erst seit der Mitte des 20. Jahrhunderts wird auch für den überregionalen Markt produziert. Der Tourismus in Form der Vermietung von Ferienwohnungen (casas rurales) spielt seit den 1960er Jahren ebenfalls eine gewisse Rolle für die Einnahmen der Gemeinde.

## Geschichte
Die Landschaft der Bureba war schon den Menschen der Steinzeit und der Antike als viel genutzter Verbindungsweg bekannt; Kelten vom Stamm der Autrigonen siedelten hier und die Römer nannten ihre spätere Ansiedlung beim heutigen Ort Monasterio de Rodilla Tritium Autrigonum. Im 8. und frühen 9. Jahrhundert befand sich die Gegend unter islamischem Einfluss, doch wurde das Gebiet wegen des ungewohnt rauen und regnerischen Klimas von den Berbern weder dauerhaft besiedelt noch verteidigt. Ende des 9. Jahrhunderts erhielt der kastilische Graf Diego Rodríguez Porcelos von König Alfons III. von Asturien den Auftrag zur Wiederbesiedlung (repoblación) des entvölkerten Gebietes. In diese Zeit fällt wohl auch die Gründung des Ortes, dessen erstmalige urkundliche Erwähnung in das Jahr 1011 fällt.

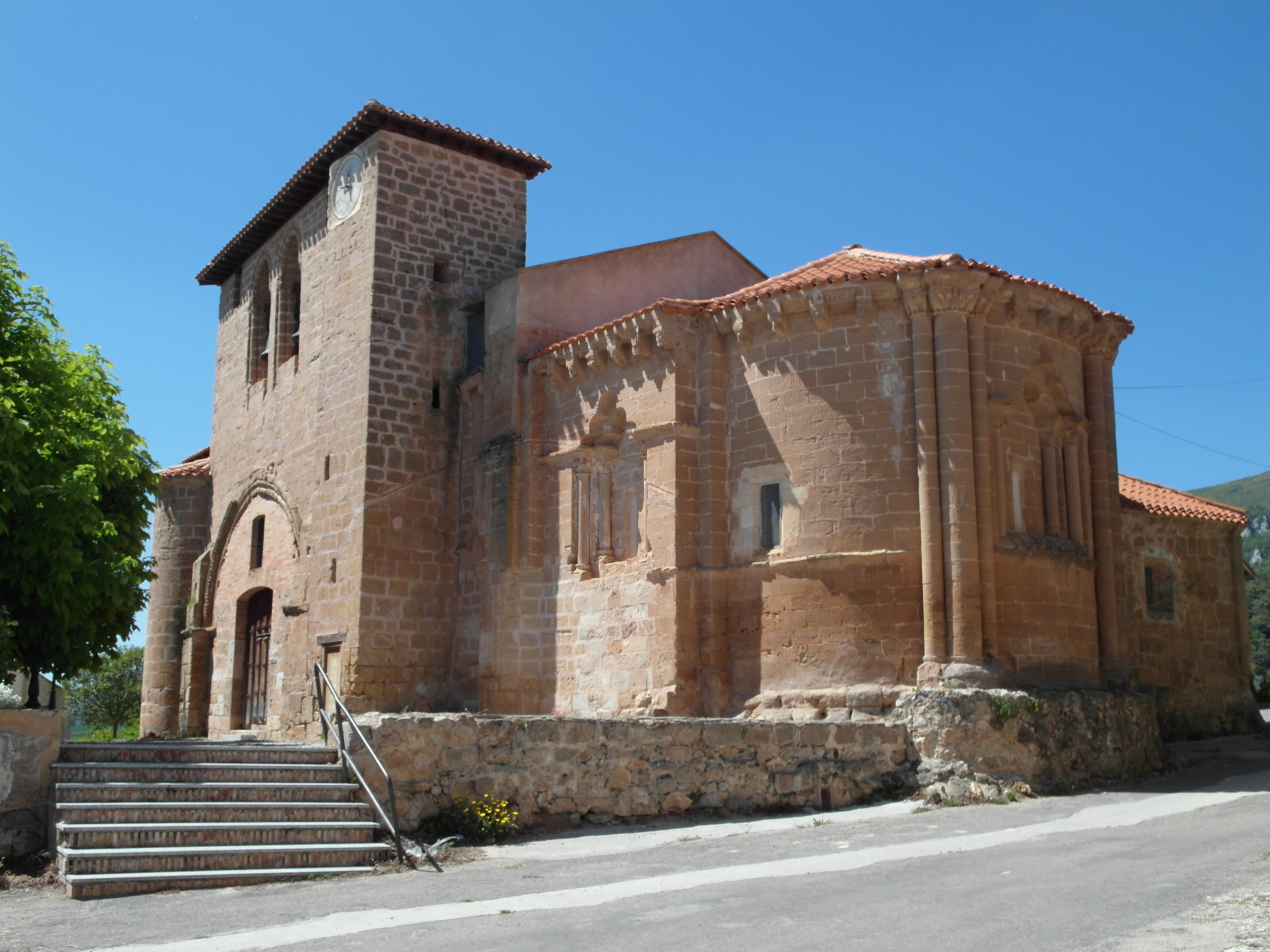
Iglesia de San Blas

## Sehenswürdigkeiten
- Die einschiffige Iglesia de San Blas stammt aus dem 12./13. Jahrhundert; aufgrund der aufwändigen baulichen Säulengliederung und der Steinbearbeitung mit Zickzackenfriesen, figürlichen Kapitellen, Konsolfiguren und Vielpass-Blendbögen im Bereich des Chores und der Apsis könnte es sich ursprünglich um eine Prioratskirche gehandelt haben. Der die Kirche überragende quergestellte Glockengiebel (espadana) über dem auf der Südseite befindlichen romanischen Archivoltenportal ist eine spätere Zutat; er stürzte im Mai 2014 teilweise ein. Das Kirchenschiff (nave) ist rippengewölbt, verputzt und mit Fugenmalereien versehen; das Vorchorjoch ist von einer Spitztonne bedeckt, die Apsis zeigt die übliche Kalottenwölbung.[5][6]

Umgebung
- Im angrenzenden Naturpark der Montes Oberenes bieten sich zahlreiche Wandermöglichten und Gelegenheiten zu Naturbeobachtungen.